# Source Han Sans
Source Han Sans, aussi appelée Noto Sans CJK, est une police de caractères linéale chinoise, japonaise et coréenne. Elle est dessinée par Ryoko Nishizuka et produite par Adobe en collaboration avec Iwata au Japon, Sandoll Communications en Corée du Sud et Changzhou SinoType Technology en Chine,. Les caractères latins, grecs et cyrilliques proviennent de Source Sans Pro et Source Code Pro avec quelques modifications.